# 安山市
安山市（アンサンし/あんざんし）は、大韓民国京畿道の西部に位置する市である。大阜島も本市に属する。大韓民国の地方自治法第175条に基づいて特例が適用される大都市に指定され、下位行政区分として檀園区と常緑区の2区が設置されている。

## 歴史
- 高句麗の獐項口県だった。
- 統一新羅時代に獐口郡を設置、高麗時代に安山県になった。
- 11世紀に水州に所属、14世紀に郡になっている。
- 李氏朝鮮時代は草芝鎮を設置、1895年に仁川府に属して翌年に京畿道に属している。
- 日本統治時代の1914年に安山郡を廃止、始興郡に統合。
- 1979年8月31日 - 始興郡君子面のうち仙府里、新吉里、元谷里、城谷里、木内里、元時里、草芝里・秀岩面のうち楊上里、釜谷里、月陂里、瓦里、声浦里、古桟里、華城郡半月面のうち一里、 二里、四里、本五里、八谷二里を領域とした京畿道半月出張所を設置。
- 1986年1月1日 - 京畿道半月出張所の地域をもって安山市が設置される。[2]
- 1994年12月26日 - 華城郡半月面の一部、甕津郡大阜面を編入。
- 1995年4月20日 - 始興市の一部を編入。
- 2002年11月1日 - 檀園区・常緑区が設置される（2区）。

## 行政

### 下位行政区画

行政区域図

- 檀園区（タノンく）
- 常緑区（サンノクく）

### 警察
- 安山檀園警察署
- 安山常緑警察署

### 消防
- 安山消防署

## 教育

### 大学校
- 漢陽大学校ERICAキャンパス

### 専門大学
- 安山1大学

## 交通

### 鉄道
- 韓国鉄道公社
  - 安山線（首都圏電鉄4号線）: 半月駅 - 常緑樹駅 - 漢大前駅 - 中央駅 - 古桟駅 - 草芝駅 - 安山駅 - 新吉温泉駅
  - 水仁線：四里駅 - 漢大前駅 - 中央駅 - 古桟駅 - 草芝駅 - 安山駅 - 新吉温泉駅
  - 西海線：タルミ駅 - 仙府駅 - 草芝駅 - 時雨駅 - 元時駅

首都圏電鉄4号線で、ソウル駅から安山駅へは約70分。

### バス
- 安山総合バスターミナル　中央駅より東に700mに位置する。
  - 高速バスは光州行きが60分に1本間隔、益山行きが7便、大邱（東大邱）行きが5本。
  - 市外バスは仁川国際空港へ1時間2本、金浦国際空港へ1時間1本ペース。その他東ソウル総合バスターミナル・水原・発安（華城市）・平沢・大田・清州・全州・蔚山・釜山総合バスターミナル・春川行きなどがある。
- 市内バスは、市内の運行のほか、汝矣島乗り換えセンター（ソウル）・水原駅などからも運行されている。

### 高速道路
- 西海岸高速道路
  - 八谷ジャンクション （木浦方面から嶺東高速道路の江陵方面に行く場合のみ利用可能） -  安山ジャンクション
- 嶺東高速道路
  - 西安山インターチェンジ  - 安山インターチェンジ - 安山ジャンクション - 屯垈ジャンクション（江陵方面から西海岸高速道路の木浦方面に行く場合のみ利用可能）

### 国道
- 国道39号線 (韓国)
- 国道42号線 (韓国)（朝鮮語版）
- 国道47号線 (韓国)（朝鮮語版）
- 国道77号

## 産業
プリント基板メーカー5傑の中の2社が、安山市に本社を置く。